# Дангель (герб)
Дангель (пол. Dangiel, Danigel) — польский дворянский герб.

## Происхождение
Юлиуш Островский указывает, что герб был присвоен роду Dangiel (Дангель) королём Владиславом II Ягеллоном в 1498 году. Впоследствии род обосновался под Краковом, а к концу XVII века угас. В 1790 году (диплом от 19 июня 1792 года) король Станислав Август присвоил этот герб Фоме-Михаилу Дангелю (пол. Tomasz Michał Dangiel), известному варшавскому промышленнику.
Герб Дангель был внесён в Гербовник дворянских родов Царства Польского.

## Описание
В поле зелёном на круглом щите серебряном, поперечно расположенном и гвоздями по краю левому обитом, поперечная полоса серебристого цвета с двумя в ряд листьями виноградными, стеблями направо. Над шлемом в короне три пера страусовых.
Оригинальный текст (пол.) W polu zielonem na okrągłej tarczy srebrnej, poprzecznie ustawionej i gwoździami na brzegu lewym widzialnym obitej, pas poprzeczny srebrny z dwoma rzędem liśćmi winnemi, łodygami w prawo. Nad hełmem w koronie trzy pióra strusie.
— Juliusz Ostrowski: Księga herbowa rodów polskich, T.2
Северин Уруский отмечает, что виноградные листья золотые, стеблями друг к другу.

## Род — носитель герба
Dangiel (Дангель).
Одним из вариантов герба (серебряная полоса расположена наискось — справа налево) пользовался род Домейко.